# TV4 Fakta
TV4 Fakta je švedski dokumentarni kanal koji je počeo sa prikazivanjem 2005. godine. Vlasnik kanala je TV4 AB, i to je u potpunosti švedski dokumentarni kanal. TV4 Fakta se prikazuje od 15:00 do 01:00, ostatak vremena se prenosi Juronjuz.

### Spoljašnje veze
- TV4 Fakta